# 晴海

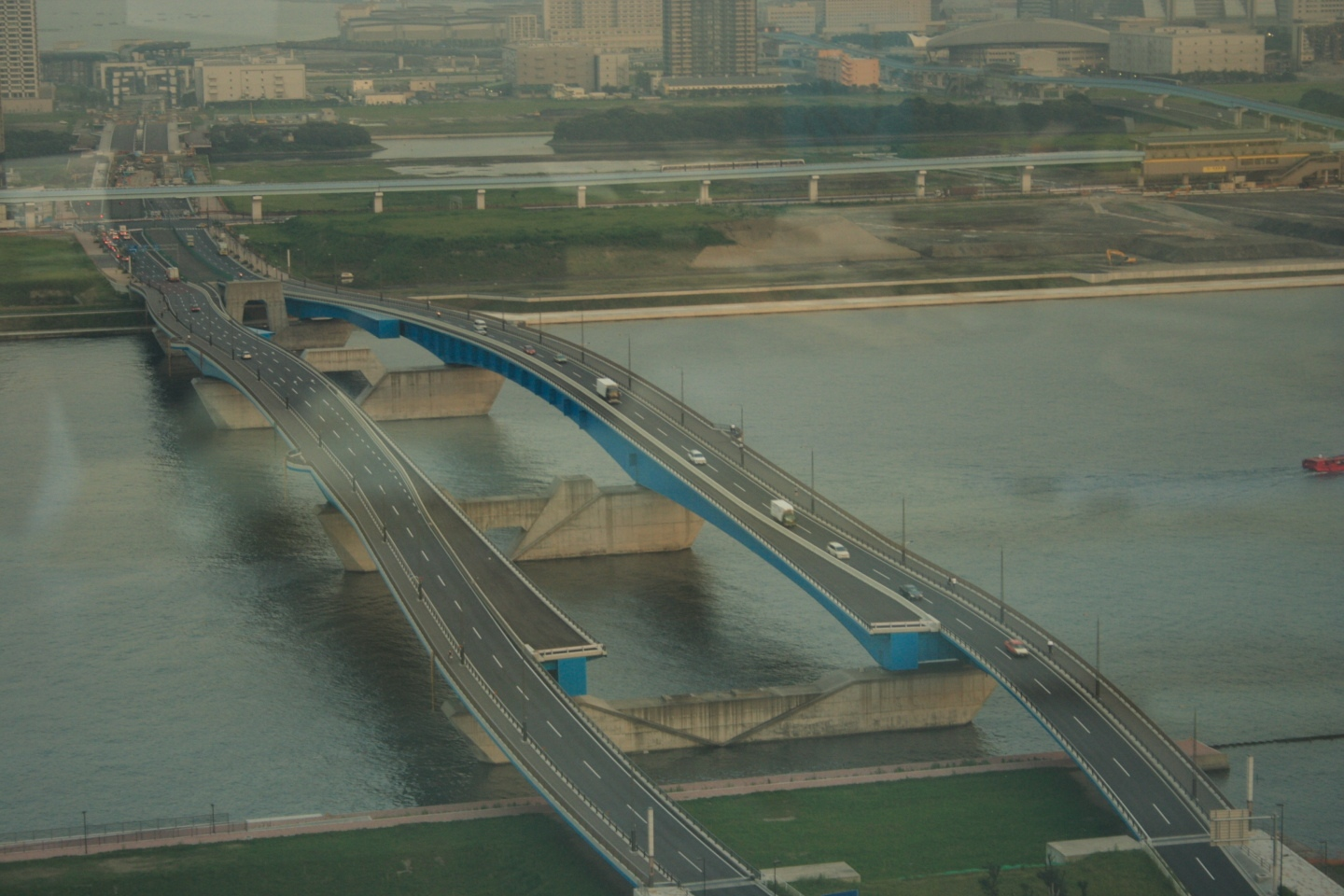
晴海大橋

晴海（日语：／ Harumi */?）是日本東京中央區的町名。現行行政地名為晴海一丁目至晴海五丁目。2021年（令和3年）7月1日的人口有18,027人。郵遞區號為104-0053。

## 概要

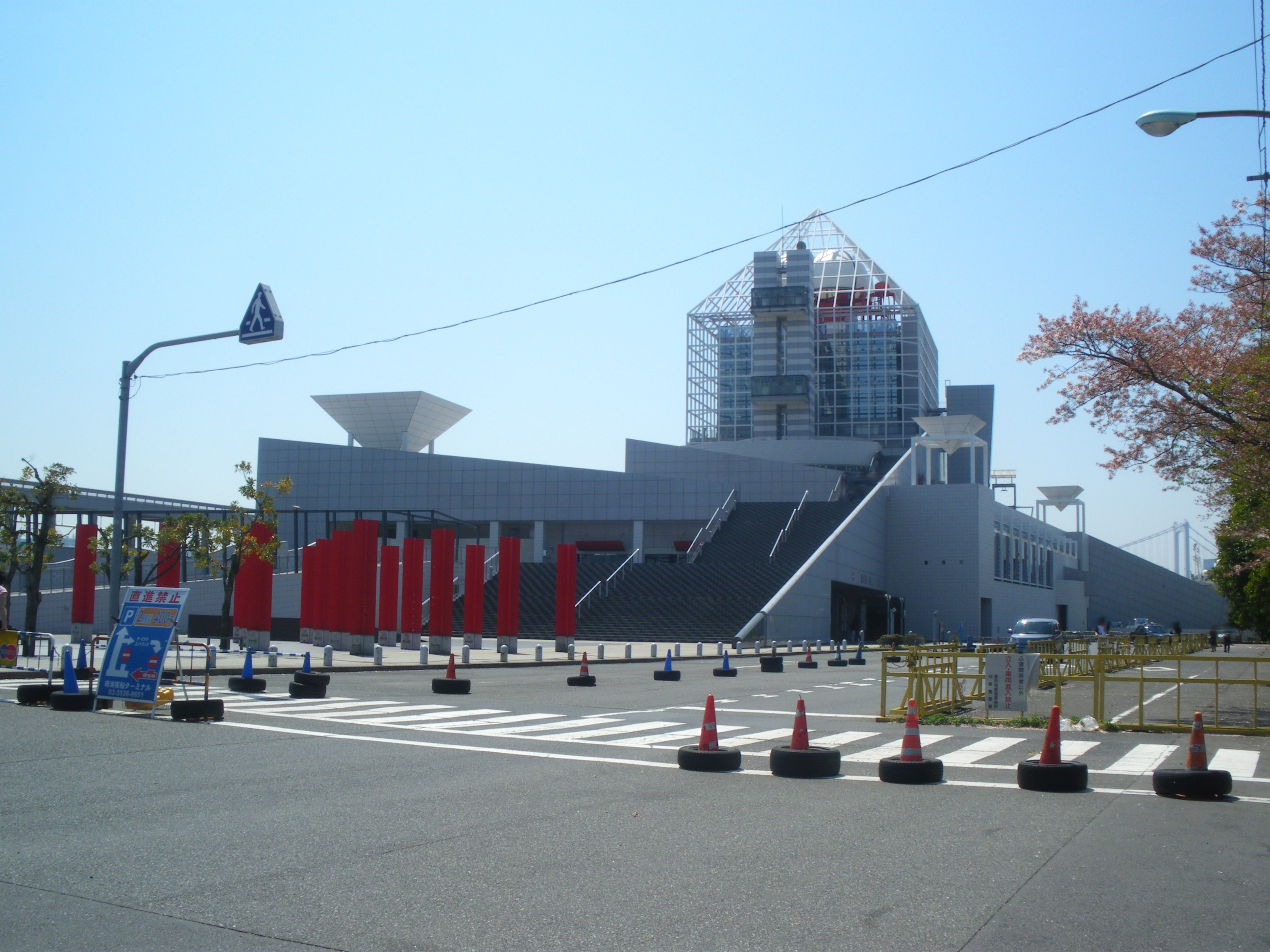
晴海客船碼頭

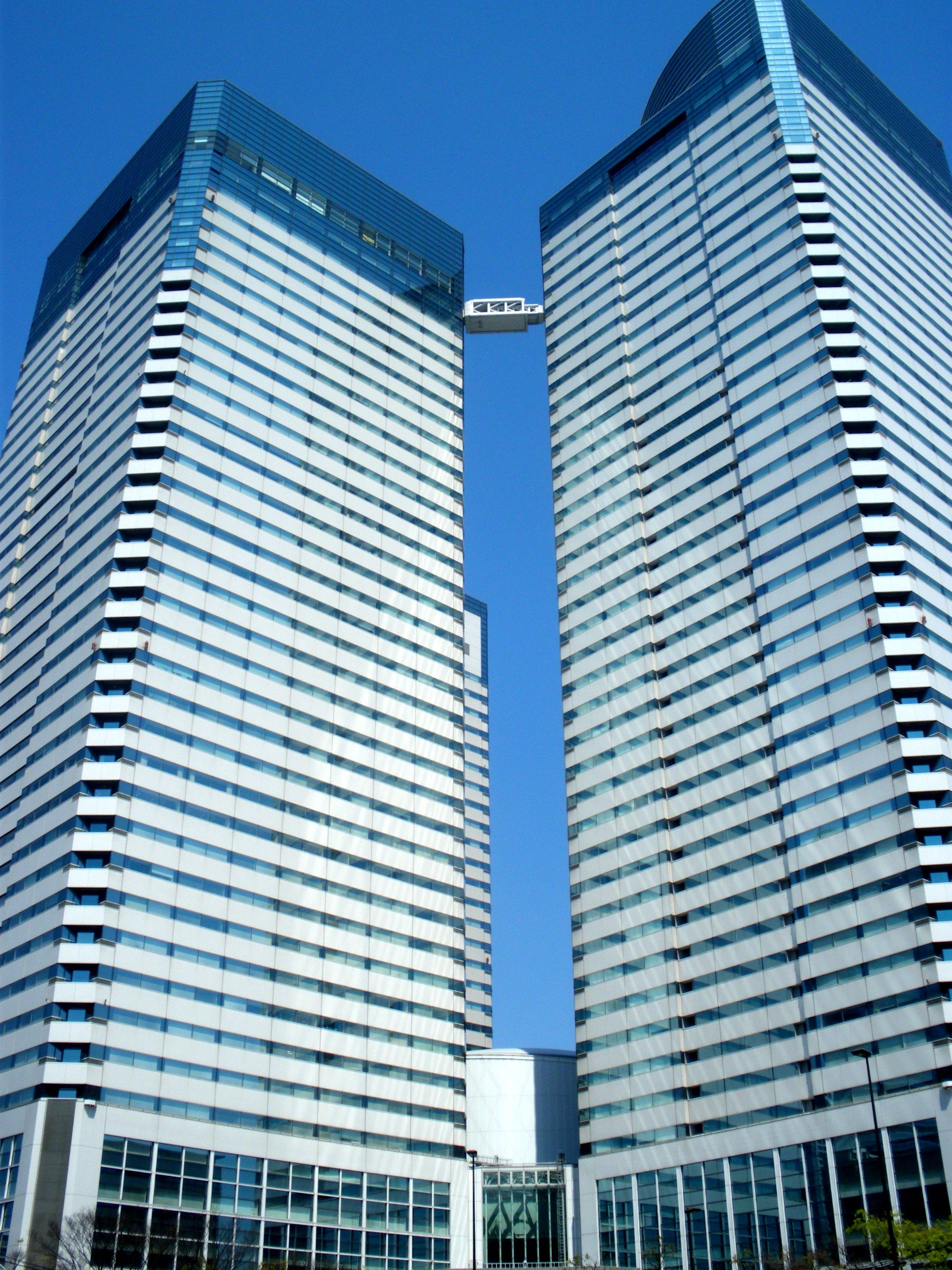
晴海Triton Square

早期作為東京國際貿易展覽館，曾舉行東京車展與Comic Market等活動，但此處為軌道交通的空白地帶，沒有任何鐵路服務，交通不便。東京國際貿易展覽館關閉後，大型商業施設，如晴海Island Triton Square、50層住宅大廈及觀景塔等在重建計劃中興建，變成住宅區。2000年都營地下鐵大江戶線開通，因勝鬨站、月島站的設立，使得晴海的交通環境有大幅地改善。
晴海埠頭的晴海客船碼頭作為東京國際海外遊客之玄關口。此外，因東京國際客船碼頭的設立，計畫將其設施廢除。
於2016年晴海大橋的完工，使得與同為開發階段的豐洲結合。在2019年作為2020年夏季奧林匹克運動會選手村於晴海五丁目完工，奧運結束後將變為公寓大樓提供給民眾居住。

## 歷史
- 1929年（昭和4年）4月：月島4號地（東京灣埋立4號地）、填海完成。
- 1937年（昭和15年）7月15日：由地區人士舉行公眾募集命名，將此地命名為晴海町。（晴海町一丁目～六丁目成立。）
- 1947年（昭和22年）3月15日：日本橋與京橋區合併、中央區成立。
- 1955年（昭和30年）3月：晴海町開發審議會條例（晴海町土地利用與開發的方針）施行
- 1959年（昭和37年）：東京國際貿易展覽館（日语：東京国際見本市会場）（東京國際見本市會場）完成。
- 1965年（昭和40年）4月1日：住居表示實施。晴海町一丁目～六丁目加入新填海的一部份，丁目的境界與町名改變，成為晴海一丁目～五丁目。
- 1981年（昭和56年）：晴海首次舉行漫畫市場。
- 1991年（平成3年）3月：國際航路専用碼頭、晴海客船碼頭完成。
- 1996年（平成8年）：東京國際貿易展覽館閉館。
- 1998年（平成10年）：高165米、50層的住宅大廈及觀景塔完成。
- 2001年（平成13年）4月14日：晴海Island Triton Square（大型商業施設）開業。
- 2006年（平成18年）3月25日：晴海大橋完成，臨海部廣域幹線道路（放射第34號線支線1）開通。

填埋工程完工後，晴海計畫曾做為1940年世界博覽會會場，但因開辦時間接近太平洋戰爭而取消。戰後，美軍接收部分土地，後提供給日本住宅公團（現都市再生機構）建設集合住宅，並賣給小野田水泥（現太平洋水泥）與日本通運等港灣、物流相關企業作為事業用地。
東京國際貿易展覽館在1959年開放，最初名為「貿易中心」，僅供東京車展等展覽使用，1970年代初，開始增加夏季屋外泳池、冬季體育館與室內溜冰場等多項業務。1970年代會場周邊有許多空地，開始進行擴館工程。
1970年代至1980年代，晴海浦島飯店（2003年關閉，現在晴海中心大樓）、Hotel Mariners Court等飯店陸續建設。
晴海與兩公里遠的銀座之間缺乏大眾運輸，在地下鐵有樂町線1988年（昭和63年）新木場站至月島站開業以前，此地主要公共交通方式只有都營巴士。
由於前往晴海只能透過道路交通，當舉行東京車展等大規模活動時，築地市場周邊形成交通瓶頸，晴海通嚴重堵塞，許多人選擇從銀座步行，交通問題受到各方指謫。之後，濱松町站至晴海4丁目之間的水上巴士開始營運，負擔起輸送遊客的任務。
1980年代後半受到泡沫經濟影響，東京灣沿岸開始進行水岸開發計畫，千葉市幕張與有明都建設新的展示會場。晴海會場因設施老化與交通不便決定關閉，與同樣老舊的晴海團地周邊地區進行再開發，晴海轉變為辦公大樓與高層公寓林立的街區。
1988年（昭和63年）有樂町線延伸至新木場站，每年夏季舉辦東京灣大華火祭。
在歷史上，晴海的開發一直是世代的尖端，包括戰前1,600坪的日本萬國博覽會事務局建物、戰後開發的晴海團地、前川國男設計的日本高層住宅試金石晴海高層公寓、平成時代第一座50層超高層公寓等等。

### 地名由來
京橋區區議會決定町名時，以｢希望一直都是晴朗的海｣為由所選出。

## 設施
教育
- 中央區立月島第三小學校
- 中央立晴海中學校
- 東京都立晴海總合高等學校
- 東京都立大學晴海校區

機關

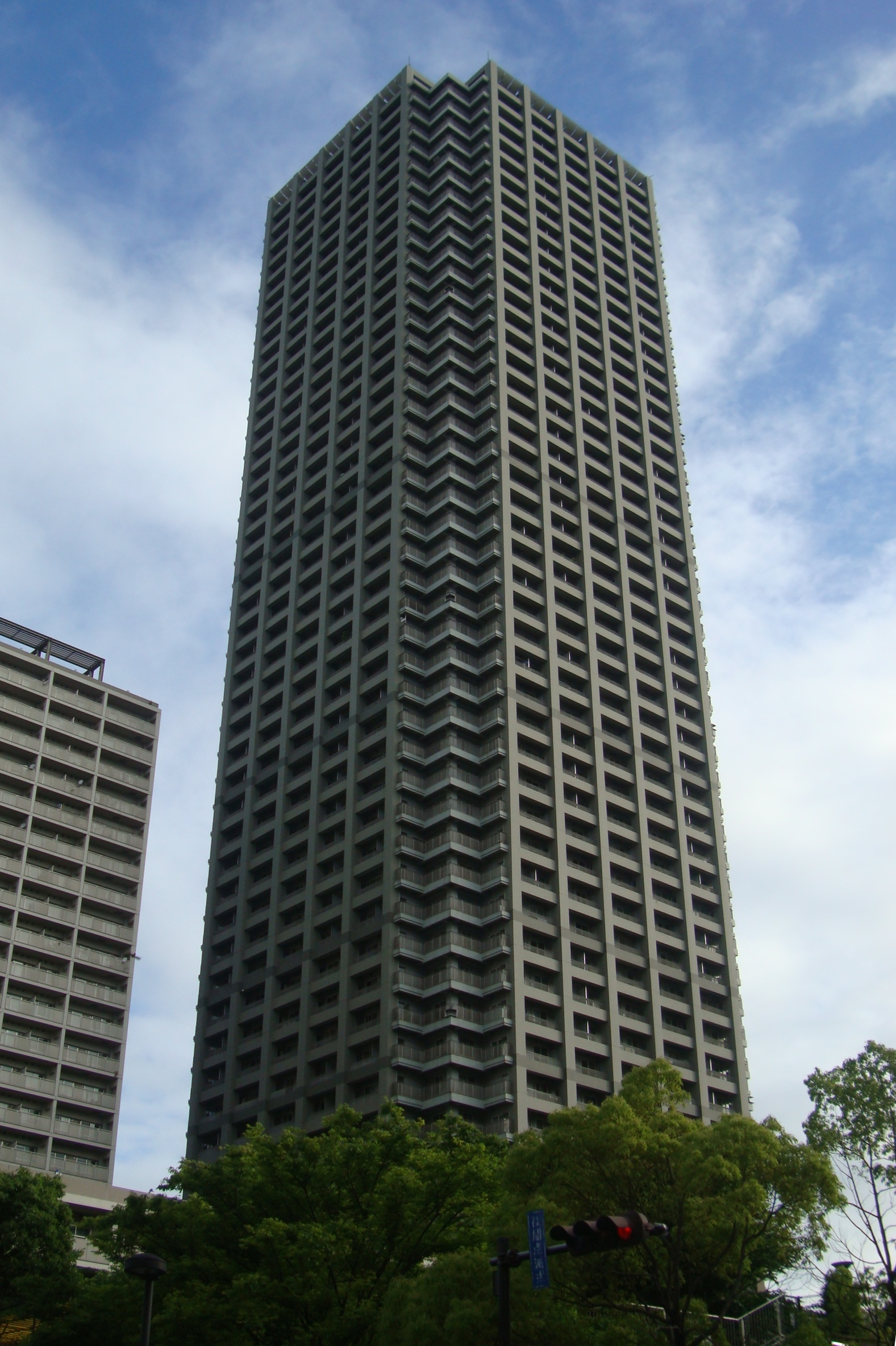
高層公寓「晴海View Tower」（1丁目、平成10年竣工）

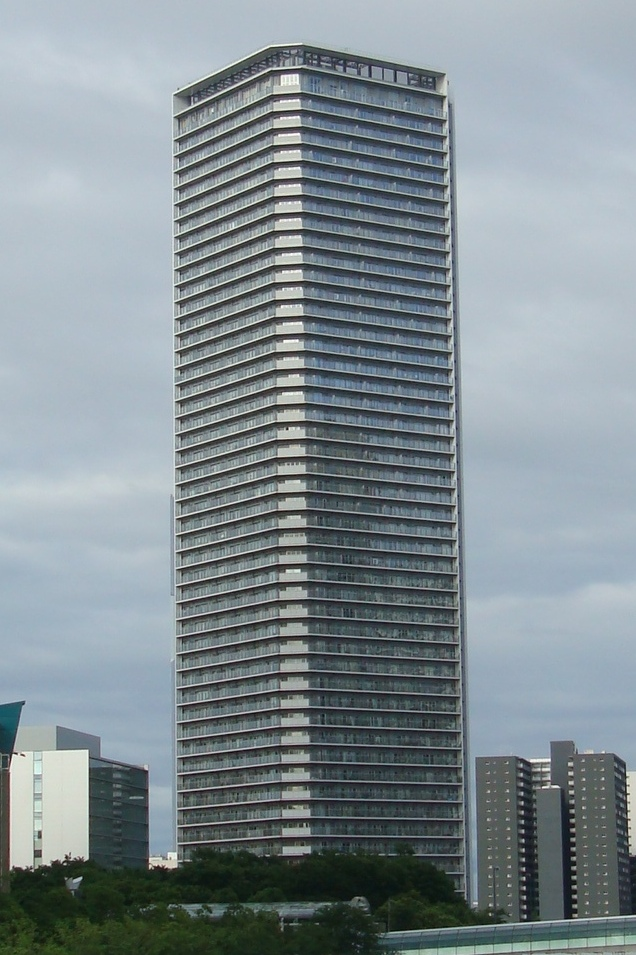
高層公寓「BAY CITY晴海SKYLINK TOWER」（3丁目、平成21年竣工）

- 晴海郵便局 - 晴海通常郵便集中局（後新東京郵便局晴海分室）舊址，京橋郵便局與同地的郵便事業京橋支店改稱郵便事業晴海支店，2012年10月再次改稱晴海郵便局。
- 日本無線協會 - 本部

所轄之警察署
- 月島警察署 - 管轄月島、佃、豐海、晴海。（2014年由勝鬨移轉至晴海）

企業
- OK便利店 本社
- JSOL 東京本社

公園
- 晴海埠頭公園

## 備註
1. ↑  .   [2021-07-18]. （原始内容存档于2021-08-02）.
2. ↑  月島地区　中央区ホームページ 的存檔，存档日期2013-03-12.